# Dick Tiger
Dick Tiger (* 14. September 1929 in Amaigbo als Richard Ihetu; † 15. Dezember 1971) war ein nigerianischer Boxer und Weltmeister der WBA und WBC im Mittelgewicht sowie Halbschwergewicht.

## Profikarriere
Dick Tiger wurde 1952 in Nigeria als Mittelgewichtler Profi. Er siedelte 1955 nach Großbritannien über, wo er allerdings große Akklimatisierungsprobleme hatte und seine ersten vier Kämpfe verlor. Im Jahr 1958 gewann er den Commonwealth-Titel gegen Patrick McAteer.
Ab 1959 kämpfte er in den USA, wo er gegen Joey Giardello je einmal gewann und verlor. Er war ein Angriffsboxer mit Weltklassekinn und gefürchtetem linken Haken.
Erst 1962 konnte er durch Siege über den Kubaner Florentino Fernandez (KO) und Henry Hank (Tiger gewann jede Runde) einen Weltmeisterschaftskampf gegen Gene Fullmer erarbeiten. Er schlug Fullmer im Oktober 1964 zunächst nach Punkten, der Rückkampf im Februar 1963 endete unentschieden. Mit dem vorzeitigen Sieg beim dritten Aufeinandertreffen im August 1964 in Nigeria schickte er ihn praktisch in Rente, Fullmer beendete anschließend seine Karriere.
Bereits in der nächsten Titelverteidigung verlor Tiger den Titel jedoch bereits wieder an seinen alten Rivalen Giardello.
Nach Siegen über Gene Fullmers Bruder Don und Rubin Carter holte er sich den Titel im Oktober 1965 durch einen Punktsieg gegen Giardello zurück. Sein nächster Kampf war ein Nichttitelkampf in Deutschland gegen Peter Müller, den er durch KO in der dritten Runde gewann.
1966 unterlag er schließlich umstritten dem kleineren Emile Griffith und verlor seine Mittelgewichtstitel. Es war sein letzter Kampf im Mittelgewicht.
Er stieg in das Halbschwergewicht auf und bekam direkt im ersten Kampf in dieser Gewichtsklasse die Chance, gegen den Weltmeister José Torres zu boxen. Tiger gewann im Mai 1967 den Titel durch einen Punktsieg, er war zu diesem Zeitpunkt bereits 37 Jahre alt.
Dennoch war er gegen die größeren Boxer dieser Gewichtsklasse weniger konkurrenzfähig, so ging er in der dritten Titelverteidigung gegen Bob Foster zum ersten Mal in seiner Karriere schwer KO und boxte nie wieder um einen Titel.
Immerhin konnte er noch Nino Benvenuti deutlich und Frank de Paula knapp nach Punkten schlagen, hörte aber 1970 nach einer zweiten Niederlage gegen Griffith auf.
1991 fand Tiger Aufnahme in die International Boxing Hall of Fame.

## Sonstiges
Er war im Biafra-Krieg Sympathisant und Unterstützer der Biafra-Separatisten in seiner Heimat. So bestand er zum Beispiel darauf, dass die Biafra-Hymne vor seinen Kämpfen abgespielt wurde. Nach seiner Karriere arbeitete er als Wachmann im American Museum of Natural History in New York. Im Juli 1971 wurde bei ihm Leberkrebs diagnostiziert. Er kehrte nach Nigeria zurück und verstarb dort am 15. Dezember 1971 im Alter von 42 Jahren.